# Йоас (цар Юдеї)
Йоас (Йоаш) — цар Юдейського царства, молодший син царя Ахазії . В. Олбрайт датує період його правління 837—800 р. до н. е., а Е. Тілє відносить час його царювання до 835—796 р. до н. е.

## Життєпис
Йоас був врятований дружиною первосвященика Єгояди від люті Аталії, яка бажала винищити весь царський рід Давида. Єгояда помазав в Храмі Йоаса, якому виповнилося 7 років і проголосив того новим царем Юдеї. Аталія поспішно вирушила до Храму, маючи намір захопити Йоаса. Священники перед тим озброїли військо і змогли схопити царицю і відвести її в долину Кедрон. Там вона була страчена мечем (2 Хр. 23:21).
Молодий цар слідував порадам і вказівкам первосвященника, відновив Єрусалимський храм у його колишньому оздобленні і поставив біля воріт Храму ящик для приношень.
Зі смертю первосвященника він потрапив під вплив розпусних князів і в палаці оселилася колишня «мерзота». І служив він Астартам і божкам. Повсталий проти цих порядків пророк Захарія, син Єгояди був убитий на самому дворі Храму (2 Хр. 24:20-22). Результатом стало нашестя сирійців на Юдею та її спустошення.
Після сорокалітнього царювання Йоас був убитий своїми наближеними і не удостоївся навіть поховання в загальній царської усипальниці, де замість нього був похоронений первосвященник Єгояда. На місце його став царем син його Амасія.